# Футболіст року за версією футболістів ПФА

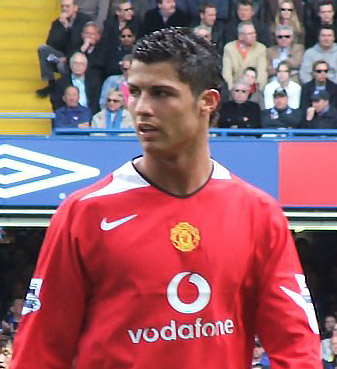
Кріштіану Роналду виграв нагороду в 2007 і 2008 роках. Він є першим португальцем, який виграв цей приз

Гравець року за версією футболістів Професійної футбольної асоціації (англ. Professional Footballers' Association Players' Player of the Year) — щорічна нагорода, яка присуджується найкращому футболістові року в англійському футболі. Нагорода була вперше вручена за підсумками сезону 1973/74. Переможець визначається за результатами голосування серед членів профспілки футболістів Англії — Професійної футбольної асоціації (PFA). Першим володарем нагороди став захисник «Лідс Юнайтед» Норман Гантер. Поточний володар нагороди — нападник «Ліверпуля» Мохаммед Салах. На цей момент лише Марк Г'юз, Алан Ширер, Тьєррі Анрі та Кріштіану Роналду вигравали цей приз двічі. Хоча для футболістів до 23 років існує окрема нагорода, «Молодий гравець року», молоді футболісти можуть виграти обидві ці нагороди в одному сезоні, що вже мало місце в трьох випадках.
Навесні кожного року кожний з членів ПФА голосує за двох футболістів. Список номінантів на отримання нагороди публікується в квітні, а кілька днів по тому на святковому вечорі в Лондоні оголошується переможець цієї, а також всіх інших щорічних нагород ПФА. Серед футболістів нагорода вважається дуже престижною: так, Тедді Шерінгем заявив 2001 року, що це «найбільша особиста нагорода, яку можна отримати у футболі», а Джон Террі 2005 року зізнався, що він вважає «вищою похвалою на свою адресу отримати визнання інших професіоналів, проти яких ти граєш щотижня».

## Переможці
41 футболіст удостоювався цієї нагороди, яка вручалася вже 46 разів. У таблиці також вказані інші індивідуальні призи, які футболіст отримав в Англії з підсумками сезону, а саме: нагорода Асоціації футбольних журналістів «Футболіст року» (FWA), нагорода «Гравець року за версією вболівальників» (FPY) та нагорода «Молодий гравець року» (YPY).

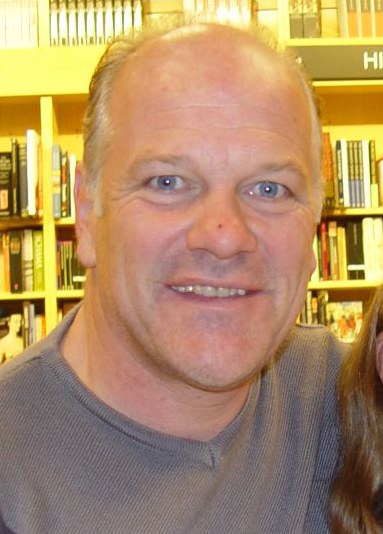
Енді Грей став першим гравцем, удостоєним двох нагород, «Гравець року» та «Молодий гравець року», в одному сезоні

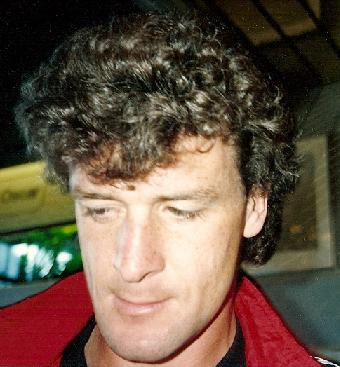
Марк Г'юз став першим гравцем, двічі удостоєним нагороди «Гравець року»

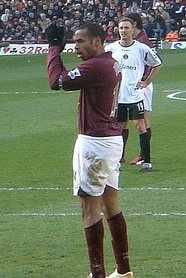
Тьєррі Анрі став першим гравцем, удостоєним цієї нагороди протягом двох сезонів поспіль

| Сезон   |                     | Гравець           | Клуб              | Також виграв  | Примітки |
| ------- | ------------------- | ----------------- | ----------------- | ------------- | -------- |
| 1973/74 | Англія !            | Норман Гантер     | Лідс Юнайтед      |               |          |
| 1974/75 | Англія !            | Колін Тодд        | Дербі Каунті      |               |          |
| 1975/76 | Північна Ірландія ! | Пет Дженнінгс     | Тоттенхем Хотспур |               | [ 12 ]   |
| 1976/77 | Шотландія !         | Енді Грей         | Астон Вілла       | YPY           | [ 13 ]   |
| 1977/78 | Англія !            | Пітер Шилтон      | Ноттінгем Форест  |               |          |
| 1978/79 | Ірландія !          | Ліам Бреді        | Арсенал           |               | [ 14 ]   |
| 1979/80 | Англія !            | Террі Макдермотт  | Ліверпуль         | FWA           | [ 15 ]   |
| 1980/81 | Шотландія !         | Джон Ворк         | Іпсвіч Таун       |               |          |
| 1981/82 | Англія !            | Кевін Кіган       | Саутгемптон       |               |          |
| 1982/83 | Шотландія !         | Кенні Далгліш     | Ліверпуль         | FWA           |          |
| 1983/84 | Уельс !             | Іан Раш           | Ліверпуль         | FWA           |          |
| 1984/85 | Англія !            | Пітер Рід         | Евертон           |               |          |
| 1985/86 | Англія !            | Гарі Лінекер      | Евертон           | FWA           |          |
| 1986/87 | Англія !            | Клайв Аллен       | Тоттенгем Готспур | FWA           |          |
| 1987/88 | Англія !            | Джон Барнс        | Ліверпуль         | FWA           |          |
| 1988/89 | Уельс !             | Марк Г'юз         | Манчестер Юнайтед |               |          |
| 1989/90 | Англія !            | Девід Платт       | Астон Вілла       |               |          |
| 1990/91 | Уельс !             | Марк Г'юз         | Манчестер Юнайтед |               | [ 16 ]   |
| 1991/92 | Англія !            | Гарі Паллістер    | Манчестер Юнайтед |               |          |
| 1992/93 | Ірландія !          | Пол Макграт       | Астон Вілла       |               |          |
| 1993/94 | Франція !           | Ерік Кантона      | Манчестер Юнайтед |               | [ 17 ]   |
| 1994/95 | Англія !            | Алан Ширер        | Блекберн Роверз   |               |          |
| 1995/96 | Англія !            | Лес Фердінанд     | Ньюкасл Юнайтед   |               |          |
| 1996/97 | Англія !            | Алан Ширер        | Ньюкасл Юнайтед   |               | [ 18 ]   |
| 1997/98 | Нідерланди !        | Деніс Бергкамп    | Арсенал           | FWA           |          |
| 1998/99 | Франція !           | Давід Жінола      | Тоттенгем Готспур | FWA           |          |
| 1999/00 | Ірландія !          | Рой Кін           | Манчестер Юнайтед | FWA           |          |
| 2000/01 | Англія !            | Тедді Шерінгем    | Манчестер Юнайтед | FWA           |          |
| 2001/02 | Нідерланди !        | Руд ван Ністелрой | Манчестер Юнайтед | FPY           |          |
| 2002/03 | Франція !           | Тьєррі Анрі       | Арсенал           | FWA, FPY      | [ 19 ]   |
| 2003/04 | Франція !           | Тьєррі Анрі       | Арсенал           | FWA, FPY      | [ 20 ]   |
| 2004/05 | Англія !            | Джон Террі        | Челсі             |               |          |
| 2005/06 | Англія !            | Стівен Джеррард   | Ліверпуль         |               |          |
| 2006/07 | Португалія !        | Кріштіану Роналду | Манчестер Юнайтед | FWA, FPY, YPY | [ 21 ]   |
| 2007/08 | Португалія !        | Кріштіану Роналду | Манчестер Юнайтед | FWA, FPY      | [ 22 ]   |
| 2008/09 | Уельс !             | Раян Гіггз        | Манчестер Юнайтед |               | [ 23 ]   |
| 2009/10 | Англія !            | Вейн Руні         | Манчестер Юнайтед | FWA, FPY      | [ 24 ]   |
| 2010/11 | Уельс !             | Гарет Бейл        | Тоттенгем Готспур |               | [ 25 ]   |
| 2011/12 | Нідерланди !        | Робін ван Персі   | Арсенал           | FWA, FPY      |          |
| 2012/13 | Уельс !             | Гарет Бейл        | Тоттенгем Готспур | FWA, YPY      | [ 26 ]   |
| 2013/14 | Уругвай !           | Луїс Суарес       | Ліверпуль         | FWA, FSF      | [ 27 ]   |
| 2014/15 | Бельгія !           | Еден Азар         | Челсі             | FWA           | [ 28 ]   |
| 2015/16 | Алжир !             | Ріяд Махрез       | Лестер Сіті       | FPY           | [ 29 ]   |
| 2016/17 | Франція !           | Н'Голо Канте      | Челсі             | FWA           | [ 30 ]   |
| 2017/18 | Єгипет !            | Мохаммед Салах    | Ліверпуль         | FWA           | [ 31 ]   |
| 2018/19 | Нідерланди !        | Вірджил ван Дейк  | Ліверпуль         |               | [ 32 ]   |
| 2019/20 | Бельгія !           | Кевін Де Брейне   | Манчестер Сіті    |               | [ 33 ]   |
| 2020/21 | Бельгія !           | Кевін Де Брейне   | Манчестер Сіті    |               |          |
| 2021/22 | Єгипет !            | Мохаммед Салах    | Ліверпуль         | FWA           |          |

## Переможці по країнах
| Країна            | Кількість нагород | Переможні роки |
| ----------------- | ----------------- | --- |
| Англія            | 18                | 1973/74, 1974/75, 1977/78, 1979/80, 1981/82, 1984/85, 1985/86, 1986/87, 1987/88, 1989/90, 1991/92, 1994/95, 1995/96, 1996/97, 2000/01, 2004/05, 2005/06, 2009/10 |
| Уельс             | 6                 | 1983/84, 1988/89, 1990/91, 2008/09, 2010/11, 2012/13 |
| Франція           | 5                 | 1993/94, 1998/99, 2002/03, 2003/04, 2016/17 |
| Нідерланди        | 4                 | 1997/98, 2001/02, 2011/12, 2018/19 |
| Бельгія           | 3                 | 2014/15, 2019/20, 2020/21 |
| Ірландія          | 3                 | 1978/79, 1992/93, 1999/2000 |
| Шотландія         | 3                 | 1976/77, 1980/81, 1982/83 |
| Єгипет            | 2                 | 2017/18, 2021/22 |
| Португалія        | 2                 | 2006/07, 2007/08 |
| Північна Ірландія | 1                 | 1975/76 |
| Уругвай           | 1                 | 2013/14 |
| Алжир             | 1                 | 2015/16 |

## Переможці по клубах
| Клуб              | Кількість нагород | Переможні роки                                                                                    |
| ----------------- | ----------------- | ------------------------------------------------------------------------------------------------- |
| Манчестер Юнайтед | 11                | 1988/89, 1990/91, 1991/92, 1993/94, 1999/00, 2000/01, 2001/02, 2006/07, 2007/08, 2008/09, 2009/10 |
| Ліверпуль         | 9                 | 1979/80, 1982/83, 1983/84, 1987/88, 2005/06, 2013/14, 2017/18, 2018/19, 2021/22                   |
| Арсенал           | 5                 | 1978/79, 1997/98, 2002/03, 2003/04, 2011/12                                                       |
| Тоттенгем Готспур | 5                 | 1975/76, 1986/87, 1998/99, 2010/11, 2012/13                                                       |
| Астон Вілла       | 3                 | 1976/77, 1989/90, 1992/93                                                                         |
| Челсі             | 3                 | 2004/05, 2014/15, 2016/17                                                                         |
| Ньюкасл Юнайтед   | 2                 | 1996/97, 1997/98                                                                                  |
| Евертон           | 2                 | 1984/85, 1985/86                                                                                  |
| Манчестер Сіті    | 2                 | 2019/20, 2020/21                                                                                  |
| Блекберн Роверз   | 1                 | 1994/95                                                                                           |
| Саутгемптон       | 1                 | 1981/82                                                                                           |
| Іпсвіч Таун       | 1                 | 1980/81                                                                                           |
| Ноттінгем Форест  | 1                 | 1977/78                                                                                           |
| Дербі Каунті      | 1                 | 1974/75                                                                                           |
| Лідс Юнайтед      | 1                 | 1973/74                                                                                           |
| Лестер Сіті       | 1                 | 2015/16                                                                                           |